# Henry și June: Din Jurnalul Dragostei (necenzurat)
Henry și June: Din Jurnalul Dragostei (necenzurat) este primul volum din faimosul jurnal erotic al scriitoarei Anaïs Nin, care a publicat aceste jurnale în formă cenzurată începând cu anul 1966. În jurnalele ei în versiune cenzurată Anaïs a folosit alte nume decât cele reale, pentru a nu îl răni emoțional pe soțul ei.
În jurnalele ei Anaïs Nin glisează mereu între autodezvăluire și automistificare, adevăr șocant și minciună menită să inspire. „Henry și June” este primul volum din „Jurnalul Dragostei” publicat în epocă, surprinzând anii 1931-1932, în care Anaïs Nin îl întâlnește la Paris pe scriitorul Henry Miller și soția lui, June. Pentru autoarea jurnalului, care se autoanalizează cu o voluptate aproape vorace, până la extincția oricărui alt personaj în afara propriei conștiințe, este o perioadă de mari contorsionări sufletești. Iubirea senzuală pentru Henry Miller, atracția fatală către June, atașamentul față de Hugo, soțul ei, și rămășițele iubirii adolescentine incestuoase cu vărul ei, Eduardo, toate aceste sentimente se întretaie și se decantează treptat în jurnal. Întreaga viață a lui Anaïs Nin stă sub semnul explorării sinelui, căutare căreia i se subordonează atât panerotismul, cât și pasiunea pentru psihologie. Incendiar și violent în distrugerea preconcepțiilor asupra vieții de cuplu, fidelității, căsătoriei, sau iubrii senzuale, „Henry și June” conturează trei personaje puternice și contradictorii, care sunt de fapt trei proiecții de conștiință. Cum și conștiința poate fi poate fi pusă în scenă, cititorul trebuie prevenit: la Anaïs Nin nimic nu e ceea ce pare, cu excepția originalității gândirii scriitoarei și a plăcerii pe care o dă lectura jurnalului ei.